# Euzet
Euzet – miejscowość i gmina we Francji, w regionie Oksytania, w departamencie Gard.
Według danych na rok 1990 gminę zamieszkiwało 268 osób, a gęstość zaludnienia wynosiła 39 osób/km² (wśród 1545 gmin Langwedocji-Roussillon Euzet plasuje się na 651. miejscu pod względem liczby ludności, natomiast pod względem powierzchni na miejscu 910.).